# Rouven Schröder
Rouven Schröder, né le 18 octobre 1975 à Arnsberg en Allemagne de l'Ouest, est un ancien footballeur allemand qui évoluait au poste de défenseur central.
Après sa modeste carrière de joueur, il se reconvertit entraîneur puis comme dirigeant de football.
Du 1er juin 2021 au 26 octobre 2022, il est le directeur sportif de Schalke 04.
Depuis le 1er avril 2023, il est le directeur du RB Leipzig.

## Biographie

### Carrière de joueur
Rouven Schröder commence sa carrière de footballeur professionnel au VfL Bochum puis au MSV Duisbourg où il évolue notamment en première et deuxième division allemande. Par la suite, il rejoindra le VfB Lübeck évoluant en Regionalliga qui était alors l'équivalent de la troisième division allemande, le championnat unique de troisième division « 3. Liga » n'existant pas encore. Il finira ensuite sa carrière avec l'équipe réserve du VfL Bochum puis au NTSV Strand, avec la double fonction de joueur et entraîneur-adjoint.
Il dispute au cours de sa carrière de joueur un total de huit matchs en Bundesliga, et 47 matchs en 2. Bundesliga, pour quatre buts inscrits.

### Carrière de dirigeant
Le 1er juin 2021, il est nommé directeur sportif de Schalke 04, relégué en deuxième division quelques jours plus tôt, avec comme lourde tâche de reconstruire le club malgré un surendettement important. 
Il quitte le club le 26 octobre 2022 pour raisons personnelles.
Depuis le 1er avril 2023, il est le directeur du RB Leipzig.

## Statistiques
| Saison                | Club                  | Championnat           | Championnat | Championnat | Coupe(s) nationale(s) | Coupe(s) nationale(s) | Total | Total |
| Saison                | Club                  | Division              | M.          | B.          | M.                    | B.                    | M.    | B.    |
| 1999-2000             | VfL Bochum II         | Regionalliga          | 38          | 0           | -                     | -                     | 38    | 0     |
| 2000-2001             | VfL Bochum II         | Oberliga              | 23          | 1           | -                     | -                     | 23    | 1     |
| Sous-total            | Sous-total            | Sous-total            | 61          | 1           | -                     | -                     | 61    | 1     |
| 2000-2001             | VfL Bochum            | Bundesliga            | 8           | 0           | -                     | -                     | 8     | 0     |
| 2001-2002             | VfL Bochum            | 2. Bundesliga         | 16          | 3           | -                     | -                     | 16    | 3     |
| Sous-total            | Sous-total            | Sous-total            | 24          | 3           | -                     | -                     | 24    | 3     |
| 2002-2003             | MSV Duisbourg         | 2. Bundesliga         | 13          | 0           | -                     | -                     | 13    | 0     |
| 2003-2004             | MSV Duisbourg         | 2. Bundesliga         | 19          | 1           | 4                     | 0                     | 23    | 1     |
| 2004-2005             | MSV Duisbourg         | 2. Bundesliga         | -           | -           | 1                     | 0                     | 1     | 0     |
| Sous-total            | Sous-total            | Sous-total            | 32          | 1           | 5                     | 0                     | 37    | 1     |
| 2004-2005             | VfB Lübeck            | Regionalliga          | 29          | 3           | -                     | -                     | 29    | 3     |
| 2005-2006             | VfB Lübeck            | Regionalliga          | 33          | -           | -                     | -                     | 33    | 0     |
| 2006-2007             | VfB Lübeck            | Regionalliga          | 30          | 2           | 2                     | 0                     | 32    | 2     |
| Sous-total            | Sous-total            | Sous-total            | 92          | 5           | 2                     | 0                     | 94    | 5     |
| 2007-2008             | VfL Bochum II         | Oberliga              | 31          | 0           | -                     | -                     | 31    | 0     |
| 2008-2009             | VfL Bochum II         | Oberliga              | 20          | 0           | -                     | -                     | 20    | 0     |
| 2009-2010             | VfL Bochum II         | Regionalliga          | 2           | 0           | -                     | -                     | 2     | 0     |
| Sous-total            | Sous-total            | Sous-total            | 53          | 0           | -                     | -                     | 53    | 0     |
| 2010-2011             | NTSV Strand           | Oberliga              | 12          | 1           | -                     | -                     | 12    | 1     |
| Sous-total            | Sous-total            | Sous-total            | 12          | 1           | -                     | -                     | 12    | 1     |
| Total sur la carrière | Total sur la carrière | Total sur la carrière | 274         | 11          | 7                     | 0                     | 281   | 11    |